# Pesawahan (Binangun)
Pesawahan is een bestuurslaag in het regentschap Cilacap van de provincie Midden-Java, Indonesië. Pesawahan telt 3253 inwoners (volkstelling 2010).